# George Ōtsuka
George Ōtsuka (Japans: ジョージ大塚, Otsuka George) geboren als Otsuka Keiji (Japans: 大塚 敬治) (Tokio, 6 april 1937) is een Japanse jazzdrummer en bandleider.

## Biografie
Otsuka, als drummer een autodidakt, speelde eind jaren 50 in het Cosy Quartet van Sadao Watanabe. Van 1961 tot 1965 was hij lid van het kwartet van Hidehiko Matsumoto (waarmee hij in 1965 zijn eerste opnames maakte), hierdoor werd hij ook bekend. Hij werkte in de jazzscene van Tokio, o.m. met Masao Yagi, Akira Miyazawa, Yusuru Sera en Hampton Hawes.
In 1965 richtte hij een eigen trio op, met Hideo Ichikawa en Masaoki Terakawa. In deze bezetting nam hij in 1967 zijn debuutalbum Page 1 op, gevolgd door Page 2 (1968) en Page 3 (1969). Met zijn jazztrio trad hij rond 1970 op in jazzclub Pit Inn. Voor het platenlabel Victor nam Otsuka met Roy Haynes in 1968 Groovin' With My Soul Brother op (met Hideo Ichikawa en Yoshio Ikeda). Met Haynes, Jack DeJohnette en Mel Lewis toerde hij in 1970 onder de naam Four Drums in Japan.
In de jaren 70 speelde hij o.m. met Takeru Muraoka, Terumasa Hino, Kiyoshi Sugimoto, Takao Uematsu en Isao Suzuki, daarnaast kwam hij met lp's: Sea Breeze (1971), Go On (1972), In Concert! (1973), You Are My Sunshine (1974), Loving You George (1975) en, in 1976, Physical Structure. In 1975 trad zijn trio met Phil Woods op. Verder speelde hij met Mabumi Yamaguchi, Takashi Mizuhashi, Fumio Karashima en Hidehiko Matsumoto. Bovendien had hij een trio, We Three, met Hiroyuki Takamoto en Hideaki Kanazawa. Tijdens een verblijf in New York nam hij met gastmusici als Steve Grossman, Richie Beirach, Masabumi Kikuchi, John Abercrombie, Yoshiaki Masuo, Miroslav Vitous en Nana Vasconcelos het album Maracaibo Cornpone op. Met Mabumi Yamaguchi, Kenny Kirkland, John Scofield en Miroslav Vitous ontstond in 1978 in Tokio de plaat Guardian Angels. Met de fusiongroep Thunderbirds (met Hiroshi Kamayatsu) maakte hij verschillende albums.
In de jazz was hij tussen 1965 en 1990 betrokken bij 37 opnamesessies, onder andere een van pianiste Sakurako Ogyu (Deep in Autumn).